# Die Gärten des Mondes
Die Gärten des Mondes (Originaltitel: Gardens of the Moon, 1999) ist der erste von 19 Romanen (im englischen Original sind es zehn) im High-Fantasy-Zyklus Das Spiel der Götter des kanadischen Autors Steven Erikson. Er wurde erstmals 1999 veröffentlicht und für einen World Fantasy Award nominiert. Die erste deutsche Ausgabe erschien im Jahr 2000 bei Goldmann, eine weitere Ausgabe 2012 bei Blanvalet (#26909, ISBN 978-3-442-26909-9) in der Übersetzung durch Tim Straetmann. Die Gärten des Mondes ist der einzige Roman, der in der deutschen Übersetzung auch in einem Band erschien, die weiteren neun wurden auf je zwei Bände aufgeteilt.
Der Roman beschreibt die verschiedenen Machtkämpfe in einer vom Malazanischen Imperium dominierten interkontinentalen Region. Eriksons Verwendung von Magie und die ungewöhnliche Handlungsstruktur zeichnen den gesamten Zyklus aus. Die Gärten des Mondes dreht sich um die imperiale Kampagne zur Eroberung der Stadt Darujhistan auf dem Kontinent Genabackis.

## Entwicklung
Die malazanische Welt wurde von Steven Erikson und Ian Cameron Esslemont zunächst als Kulisse für ein Rollenspiel entworfen, während er am Iowa Writers’ Workshop teilnahm. 1991 arbeiteten sie zusammen, um ein Drehbuch mit dem Titel Gardens of the Moon zu erstellen, das in derselben Welt spielt. Als sich das Drehbuch nicht verkaufte, verwandelte Erikson das Drehbuch in einen Roman und bemühte sich, es zu veröffentlichen. Er bekam einen Vertrag bei Transworld Publishers.

## Handlung

### Prolog
Der Roman beginnt im 96. Jahr des malazanischen Imperiums, im Jahr 1154 von Brands Schlaf, dem letzten Jahr der Herrschaft von Imperator Kellanved. Der 12-jährige Ganoes Paran ist Zeuge der Entlassung des Mausviertels von Malaz. Paran möchte Soldat werden, wenn er älter wird. Ein Kommandant der Armee, Elster, versucht ihm dies auszureden.

### Genabackis
Sieben Jahre später setzt sich Hadra, die Kommandantin der imperialen Assassinen (Klauen), selbst als Imperatrix ein, nachdem sie den Imperator und seinen Verbündeten Tanzer ermorden ließ. Sie nennt sich fortan Laseen und regiert mit Unterstützung der Klauen. Ein mehrjährer Kriegszug des malazanischen Imperiums zur Eroberung des Kontinents Genabackis folgt.
Die Geschichte beginnt bei der Belagerung der Stadt Fahl, einer von nur zwei freien Städten auf dem Weg der Malazaner in Genabackis, durch die 2. malazanische Armee unter der Hohefaust Dujek Einarm. Fahl hält dank einer Allianz mit dem mächtigen Anomander Rake, dem Herrn von Mondbrut, einer fliegenden steinernen Festung und Anführer der nichtmenschlichen Tiste Andii, durch. Fahl fällt schließlich, als Rake nach einem heftigen Kampf seine Festung aus der Schlacht zurückzieht. Selbst dann erleidet das Imperium schwere Verluste, einschließlich der fast vollständigen Vernichtung einer legendären Infanterieeinheit in der 2. Armee, den Brückenverbrennern. Es entstehen Gerüchte, dass jemand im Imperium die Beseitigung verschiedener Menschen initiiert hat, die dem verstorbenen Imperator treu waren.
Das Imperium richtet seine Aufmerksamkeit nun auf die letzte verbleibende freie Stadt in Genabackis: Darujhistan. Eine Handvoll überlebender Mitglieder der Brückenverbrenner, angeführt von Sergeant Elster, die nach Laseens Machtergreifung alle degradiert wurden, werden geschickt, um zu versuchen, die Stadt von innen heraus zu untergraben. Dort haben sie keinen Erfolg damit, Kontakt mit der Gilde der Attentäter der Stadt aufzunehmen, in der Hoffnung, sie dafür zu bezahlen, dass sie ihre Stadt verraten, aber Rake hat die Gilde bereits in den Untergrund getrieben. Mandata Lorn, Stellvertreterin der Imperatrix, wird geschickt, um etwas in den Hügeln östlich von Darujhistan aufzuwecken. Sie wird von Onos T'oolan, genannt Tool, begleitet. Tool ist einer der T'lan Imass, einer Rasse Untoter, die einst die Welt vor den Menschen beherrschte. In der Zwischenzeit begeben sich Flickenseel, eine Magierin und eine der wenigen Magier, die die Belagerung von Fahl überlebt haben, und Ganoes Paran, jetzt Hauptmann und nomineller Befehlshaber der Brückenverbrenner, in Richtung Stadt, um den Grund für die verstärkte Beteiligung mehrerer Götter und anderer magischer Kräfte an der Kampagne gegen die Stadt zu ermitteln.
Eine Gruppe von Betrügern und Unterweltlern in Darujhistan arbeitet gegen Mitglieder der Zivilregierung, die erwägen, vor dem Imperium zu kapitulieren. In der Zwischenzeit bietet Anomander Rake seine Zusammenarbeit mit den wahren Herrschern von Darujhistan an, einem geheimen Magierzirkel. Die Pläne scheitern, als Mandata Lorn einen Jaghut-Tyrannen befreit, ein mächtiges altes Wesen, mit dem Ziel, Anomander Rake entweder ernsthaft zu verwunden oder ihn zum Rückzug aus der Stadt zu zwingen. Der Tyrann wird schließlich nach einem heftigen Kampf mit Rakes Leuten in einem Azath-Haus eingesperrt, während Rake selbst einen Dämonenlord besiegt, den Lorn in der Stadt beschworen hatte.
Eine wesentliche Nebenhandlung betrifft eine junge Brückenverbrennerin namens Leida. Sie ist als kaltblütige Mörderin bekannt, wird aber tatsächlich von Cotillion besessen, auch bekannt als das Seil, einer Gottheit und Schutzpatron der Attentäter/Assassinen. Als Cotillions Meister Schattenthron und Rake über den Rückzug des Seils aus den Kriegsereignissen verhandeln, wird Leida befreit und trifft auf Crokus, einen jungen Daru-Dieb. Crokus hat sich die Schirmherrschaft von Oppon verdient, den Zwillingsgöttern des Zufalls, die sich weiterhin für ihre eigenen Zwecke in den Konflikt einmischen. Am Ende des Romans melden sich Crokus, ein Brückenverbrenner-Pionier namens Fiedler, und der Brückenverbrnner-Attentäter Kalam freiwillig, um Leida, jetzt Apsalar genannt, in ihre Heimat Itko Kan zurückzubringen (ihre Geschichte geht in Das Reich der Sieben Städte weiter).
Währenddessen werden alle Angehörigen der 2. Armee unter Dujek und Elster von Laseens zu Rebellen gegen das Imperium erklärt. Dujek sucht nun ein Bündnis mit Rake und anderen Feinden Malazans gegen einen heiligen Krieg, der vom Pannonischen Seher ausgerufen wurde, dessen Reich aus dem Südosten von Genabackis vorrückt. An anderer Stelle wird bestätigt, dass der Kontinent der sieben Städte einen Massenaufstand gegen das Imperium begonnen hat. Diese und andere Handlungsentwicklungen werden im dritten Roman Memories of Ice fortgesetzt (In der deutschen Übersetzung Die eisige Zeit und Der Tag des Sehers).

## Motiv
In einem Interview mit SFSite aus dem Jahr 2000 sagte Erikson, dass ein großer Teil der Gärten des Mondes die Demontage verschiedener Konventionen des Fantasy-Genres beinhaltete. Er gibt seine Faszination für Ambivalenz und Ambiguität zu und sagt, dass die Vorstellung vom Bösen um seiner selbst willen mit „guten Helden und faden dummen Bösen“ langweilig ist. Rezensenten haben Eriksons Vorliebe festgestellt, „märchenhafte Unterscheidungen zwischen Gut und Böse“ zu vermeiden, wobei zahlreiche Fraktionen im Roman nicht ausschließlich als solche angesehen werden können. Themen wie Geschichte, Mythenbildung und Krieg wurden ebenfalls berücksichtigt.

## Veröffentlichung
Der Roman wurde erstmals von Bantam in Großbritannien und Kanada als handelsübliche Taschenbuchausgabe veröffentlicht, gefolgt von einem Taschenbuch für den Massenmarkt im März 2000. Im Jahr 2004 veröffentlichte Tor den Roman sowohl in Hardcover- als auch in Taschenbuchausgabe in den USA. Beide Verlage veröffentlichten 2009 die Hardcover-Ausgabe zum zehnjährigen Jubiläum des Romans. Es wurde auch in den Formaten Hörbuch und E-Book veröffentlicht. Subterranean Press veröffentlichte 2008 500 Exemplare einer signierten, nummerierten Hardcover-Ausgabe und 52 Exemplare einer signierten, luxuriös gebundenen, mit Buchstaben (statt Zahlen durchnummeriert) versehenen Ausgabe, die von Michael Komarck illustriert wurde. Der Roman wurde auch in mehrere Sprachen übersetzt, darunter Französisch, Deutsch, Italienisch, Spanisch, Niederländisch, Bulgarisch, Tschechisch, Ungarisch, Polnisch, Rumänisch, Russisch, Serbisch und Portugiesisch.

## Kritiken
Der Roman erhielt gemischte bis positive Kritiken von Kritikern. SFSite sagte, Erikson habe „eine Fantasiewelt geschaffen, die so reich und detailliert ist wie jede andere, der man wahrscheinlich begegnen wird“, während man den Roman als fesselnd und schwer beiseite zu legen bezeichnet. Der Rezensent nennt es zwar einen erstaunlichen Debütroman mit einer vollständig realisierten Historie von Tausenden von Jahren und reichen, komplexen Charakteren, stellt jedoch fest, dass die Komplexität auch als der größte Fehler des Buches angesehen werden kann. Bill Capossere von Tor Books sagte, dass der Roman, obwohl er nicht ohne Mängel sei, eine fesselnde, anregende Lektüre ist, die den Vorurteilen des Lesers von Fantasy trotzt und ihre Vorstellungen von Fantasy herausfordert, indem er sie mit der Realität konfrontiert.
The Guardian beschrieb Eriksons Weltaufbau als erstaunlich und lobte auch die Charakterentwicklung und sagte: „Seine Charaktere ... fühlen sich realistisch an und ihre Persönlichkeiten ändern sich tatsächlich und passen sich durch die Geschichte an.“ Er lobte auch die tiefe und komplexe Handlung des Romans. Im Gegensatz dazu kritisierte der Rezensent das Tempo jedoch als schrecklich, stellte jedoch fest, dass das sich zuspitzende Finale ordentlich durchgeführt wurde. Ein anderer Rezensent hat Erikson dafür gelobt, dass er dem Fantasy-Genre mit seinen neuen Ideen und Kreationen neues Leben eingehaucht hat, und den Roman „ein Werk von großem Können und Schönheit“ genannt. Salon.com beschreibt Erikson als „Meister verlorener und vergessener Epochen, als Weber antiker Epen“, während er seinen realistischen Aufbau und seine Charakterisierung der Welt lobt.
Auf der anderen Seite kritisierte Publishers Weekly die Charakterisierung des Romans und den Mangel an wirklicher Tiefe und erklärte, dass „die sich schnell bewegende Verschwörung mit Belagerungen, Duellen (mit Schwert und Magie), Rebellionen, Intrigen und Rache, auferstandenen Monstern hat und Göttern die über die Erde schreiten lassen nicht viel Raum für echte Tiefe. Helden gewinnen, Bösewichte verlieren, Fairness herrscht, Tragödie wird abgewendet. Erikson strebt vielleicht nach China-Miéville-Höhen, aber er lässt sich bequem im Land von George R. R. Martin nieder.“
Die Gärten des Mondes wurde auch von bekannten Autoren des Fantasy-Genres gelobt, wie Stephen R. Donaldson, der sagte: „Erikson ist ein außergewöhnlicher Schriftsteller. Ich habe Die Gärten des Mondes mit großer Freude gelesen.“ J.V. Jones lobte Eriksons Stil und seine Fähigkeit, „eine Welt zu erschaffen, die genauso kompliziert und chaotisch ist wie unsere eigene“. Adam Roberts lobte auch Eriksons Aufbau und Charakterisierung der Welt und nannte den Roman „teuflisch lesbar“.
Nach dem kommerziellen Erfolg des Romans unterzeichnete Transworld einen Verlagsvertrag im Wert von £ 675.000 für Eriksons nächste neun Romane in der Reihe.